# Чеширский сыр
Чеширский сыр (англ. Cheshire Cheese, также сыр Чешир) — твёрдый английский сыр с солёным послевкусием, изготавливаемый из пастеризованного коровьего молока. Один из традиционных сыров Великобритании со времён средневековья.

## История
Название этого вида сыра произошло от имени графства Чешир, в котором его впервые стали изготавливать. Затем производство было налажено на территории других графств, но с некоторыми отклонениями от традиционного рецепта. Продукт, который делали на территории Северного Уэльса, специально окрашивали в оранжевый цвет, чтобы покупателям было понятно, в какой именно местности сыр был произведён. Торговля сыром Чешир оранжевого цвета развивалась стремительно, и со временем появилось убеждение, что оранжевый цвет — обязательная характеристика этого вида сыра. Это убеждение повлияло на производство продукта в графстве Чешир и там его также стали окрашивать. Производство Чеширского сыра стали налаживать на территориях Шропшира, Ланкашира и Стаффордшира. Упоминание про этот вид сыра содержится в средневековой книге времён короля Вильгельма Завоевателя (англ. William I the Conqueror). В середине 18 века сыр Чешир поставлялся Королевскому флоту Великобритании. В 1823 году Чеширский сыр производился в объёме 10 тысяч тонн в год, в 1870 году его производство составляло 12 тысяч тонн в год, в 1960 году объём производства достиг отметки 40 тысяч тонн в год. А затем начался спад производства в связи с появлением на рынке других сортов сыра. В XXI веке производство продукта продолжается в Шропшире, Уэльсе и Чешире.

## Характеристики
Для сыра характерны солёное послевкусие и рассыпчатая текстура. Длительность созревания сыра Чешир влияет на его вкус, который варьируется от насыщенного до суховатого. Структура сыра без дырочек. Неокрашенный твёрдый сыр — белого цвета. Продукт хорошо плавится. Чеширский сыр — ингредиент для супов и салатов, его используют как закуску, могут обжаривать и запекать, сочетают с фруктами, овощами и хлебом. Сыр обладает острым ароматом.

## Виды
Чеширский сыр бывает трёх видов: красного, белого и голубого.
Производство голубого вида сыра возродилось в XXI веке после того, как в 1980-х годах оно было практически прекращено. Этот вид сыра с прожилками голубой плесени, его мякоть золотистого цвета. Технология производства во многом схожа с изготовлением белого Чеширского сыра, но после 5 недель созревания в головки сыра вводят споры благородной плесени.
Сыр белого цвета — молодой, для него характерна крошащаяся текстура и привкус сливок.
Красный вид сыра по вкусу и консистенции подобен белому сыру, отличается цвет его корочки — она окрашивается в оранжевый цвет красителем аннато.

## Изготовление
Медленное созревание этого вида сыра было связано с большим количеством соли в составе используемого молока. Причиной этого был выпас скота на болотистых участках. В технологии производства Чеширского сыра используется молоко разной жирности, сроки созревания сыра варьируются. Сыр изготавливается промышленным и фермерским способом.